# Natació als Jocs Olímpics d'estiu de 1928 - relleus 4x200 metres lliures masculins
Els relleus 4x200 metres lliures masculins va ser una de les onze proves de natació que es disputaren als Jocs Olímpics d'Amsterdam de 1928. La competició es disputà l'11 d'agost de 1928. Hi van prendre part 55 nedadores procedents de 13 països.

## Medallistes
| Or                                                                           | Plata                                                              | Bronze                                                             |
| Estats UnitsAustin Clapp · George Kojac · Walter Laufer · Johnny Weissmuller | JapóNobuo Arai · Tokuhei Sada · Katsuo Takaishi · Hiroshi Yoneyama | CanadàGarnet Ault · Munroe Bourne · Walter Spence · James Thompson |

Nota: La base de dades del Comitè Olímpic Internacional sols considera aquestes quatre nedadors estatunidencs com a medallistes d'or. Paul Samson i David Young nedaren la semifinal però no la final. Al japonès Kazuo Noda, que nedà la semifinal, li passa el mateix amb la plata.

## Rècords
Aquests eren els rècords del món i olímpic que hi havia abans de la celebració dels Jocs Olímpics de 1928.
| Rècord del Món | 9:49.6 | Alemanya · Alemanya · Alemanya · Alemanya                   |             | 1927                 |
| Rècord Olímpic | 9:53.4 | Ralph Breyer Harry Glancy Wally O'Connor Johnny Weissmuller | París (FRA) | 20 de juliol de 1924 |

Els Estats Units, amb Paul Samson, Austin Clapp, David Young i Johnny Weissmuller establiren un nou rècord del món en semifinals amb un temps de 9:38.8 minuts. n la final els Estats Units, amb Austin Clapp, Walter Laufer, George Kojac, i Johnny Weissmuller milloren el registre i deixaren el rècord del món en 9:36.2 minuts.

## Resultats

### Semifinals
Els dos millors de cada semifinal i el millor tercer passaren a la final.
Semifinal 1
| Pos. | Nedador                                                                  | Temps   | Qual. |
| ---- | ------------------------------------------------------------------------ | ------- | ----- |
| 1    | Paul Samson, Austin Clapp, David Young i Johnny Weissmuller (USA)        | 9:38.8  | QF WR |
| 2    | Kazuo Noda, Hiroshi Yoneyama, Tokuhei Sada i Katsuo Takaishi (JPN)       | 9:42.6  | QF    |
| 3    | Aulo Gustafsson, Sven-Pelle Pettersson, Eskil Lundahl i Arne Borg (SWE)  | 10:03.2 | qf    |
| 4    | Francisco Uranga, Amilcar Álvarez, Emilio Vives i Alberto Zorrilla (ARG) |         |       |

Semifinal 2
| Pos. | Nedador                                                                       | Temps   | Qual. |
| ---- | ----------------------------------------------------------------------------- | ------- | ----- |
| 1    | Munroe Bourne, James Thompson, Garnet Ault i Walter Spence (CAN)              | 9:55.0  | QF    |
| 2    | Edward Peter, Joseph Whiteside, Reginald Sutton i Albert Dickin (GBR)         | 10:16.6 | QF    |
| 3    | Philippe Tisson, Gustave Klein, Jean Taris i Albert Vandeplancke (FRA)        | 10:31.4 |       |
| 4    | Henk van Essen, Gerrit van Voorst, Piet Bannenberg i Johannes Brink (NED)     |         |       |
| 5    | Louis Van Parijs, Pierre Coppieters, Martial van Schelle i Gérard Blitz (BEL) |         |       |

Semifinal 3
| Pos. | Nedador                                                                 | Temps   | Qual. |
| ---- | ----------------------------------------------------------------------- | ------- | ----- |
| 1    | András Wanié, Rezső Wanié, Géza Szigritz i István Bárány (HUN)          | 9:46.6  | QF    |
| 2    | Francesc Segalà, Estanislau Artal, Ramon Artigas i Josep González (ESP) | 11:50.6 | QF    |
| 3    | Emilio Polli, Giuseppe Perentin, Antonio Conelli i Paolo Costoli (ITA)  | 10:03.2 |       |
| 4    | Karl Schubert, Karl Schubert, Friedel Berges i Herbert Heinrich (GER)   |         |       |

### Final
| Pos. | Nedador                                                                 | Temps     |
| ---- | ----------------------------------------------------------------------- | --------- |
| 1    | Austin Clapp, Walter Laufer, George Kojac i Johnny Weissmuller (USA)    | 9:36.2 WR |
| 2    | Hiroshi Yoneyama, Nobuo Arai, Tokuhei Sada i Katsuo Takaishi (JPN)      | 9:41.4    |
| 3    | Munroe Bourne, James Thompson, Garnet Ault i Walter Spence (CAN)        | 9:47.8    |
| 4    | András Wanié, Rezső Wanié, Géza Szigritz i István Bárány (HUN)          | 9:57.0    |
| 5    | Aulo Gustafsson, Sven-Pelle Pettersson, Eskil Lundahl i Arne Borg (SWE) | 10:01.8   |
| 6    | Reginald Sutton, Joseph Whiteside, Edward Peter i Albert Dickin (GBR)   | 10:15.8   |
| 7    | Josep González, Estanislau Artal, Ramon Artigas i Francesc Segalà (ESP) |           |